# Waalse Pijl 1993
De 57e editie van de Waalse Pijl werd gehouden op woensdag 14 april 1993. Het parcours had een lengte van 206 kilometer. De start lag in Spa en de finish was op de Muur van Hoei. Van de 164 gestarte renners bereikten 96 coureurs de eindstreep. De 28-jarige Italiaan Maurizio Fondriest behaalde na zijn zege in Milaan-San Remo binnen een maand zijn twee overwinning in een klassieker.

## Verloop
Maurizio Fondriest ging op 43 kilometer voor het einde in de aanval. Hij kreeg alleen zijn landgenoot Michele Bartoli mee. Die kon het hoge tempo van Fondriest niet lang volgen. Bartoli werd opgeslokt door een achtervolgende groep van zes renners. Hiervan bleef een kwartet over met de Nederlander Erik Breukink, de Fransman Gérard Rué en de Italianen Claudio Chiappucci en Andrea Chiurato. Breukink en Chiappucci moesten het meeste werk opknappen.
Tijdens de solo van Fondriest barstte een hevig noodweer los in de Ardennen. Het deerde hem niet want hij hield de vier belagers op ruime achterstand. Boven op de Muur van Hoei, die vier keer beklommen moest worden, had hij op de finish een kleine minuut voorsprong op de Fransman Gérard Rué die evenals vorig jaar tweede werd.
Na Moreno Argentin (tweemaal) en Giorgio Furlan kende de Waalse Pijl met Fondriest voor het vierde jaar op rij een Italiaanse winnaar. Erik Breukink was op de vierde plek de beste Nederlander. Eerste Belg was Serge Baguet die als tiende over de meet kwam.

## Uitslag
| Waalse Pijl 1993 |                        |                                  |          |
| Plaats           | Naam                   | Ploeg                            | Tijd     |
| Winnaar          | Maurizio Fondriest     | Lampre-Polti-Colnago             | 5u18'00" |
| 2                | Gérard Rué             | Banesto-Pinarello                | + 56"    |
| 3                | Claudio Chiappucci     | Carrera Jeans-Tassoni            | + 1'01"  |
| 4                | Erik Breukink          | ONCE-Otero                       | + 1'08"  |
| 5                | Andrea Chiurato        | Gatorade-Bianchi                 | + 1'25"  |
| 6                | Rolf Sørensen          | Carrera Jeans-Tassoni            | + 2'25"  |
| 7                | Michele Bartoli        | Mercatone Uno-Medeghini-Zucchini | z.t.     |
| 8                | Gert-Jan Theunisse     | TVM-Bison-Gazelle                | + 2'59"  |
| 9                | Ramón González Arrieta | Festina-Lotus                    | + 3'08"  |
| 10               | Serge Baguet           | Lotto-Caloi-Mavic                | z.t.     |

1936 · 1937 · 1938 · 1939 · 1940 · 1941 · 1942 · 1943 · 1944 · 1945 · 1946 · 1947 · 1948 · 1949 · 1950 · 1951 · 1952 · 1953 · 1954 · 1955 · 1956 · 1957 · 1958 · 1959 · 1960 · 1961 · 1962 · 1963 · 1964 · 1965 · 1966 · 1967 · 1968 · 1969 · 1970 · 1971 · 1972 · 1973 · 1974 · 1975 · 1976 · 1977 · 1978 · 1979 · 1980 · 1981 · 1982 · 1983 · 1984 · 1985 · 1986 · 1987 · 1988 · 1989 · 1990 · 1991 · 1992 · 1993 · 1994 · 1995 · 1996 · 1997 · 1998 · 1999 · 2000 · 2001 · 2002 · 2003 · 2004 · 2005 · 2006 · 2007 · 2008 · 2009 · 2010 · 2011 · 2012 · 2013 · 2014 · 2015 · 2016 · 2017 · 2018 · 2019 · 2020 · 2021 · 2022 · 2023 · 2024 · 2025 · 2026
Lijst van beklimmingen